# Подвелка
Подвелка (словен. Podvelka) — поселение и община в северной части Словении, в исторической области Нижняя Штирия, а с 2005 года входит в состав статистического региона Корошка. Население всей общины по данным переписи 2002 года — 2 709 человек. Подвелка расположена на правом берегу реки Драва, через неё проходит железнодорожная линия из Марибора в Дравоград.

## Населённые пункты общины
Помимо самой Подвелки в состав общины входят следующие населённые пункты:
- Брезно, Янжевски-Врх, Явник, Козьи-Врх, Лехен-на-Похорю, Ожбалт, Рдечи-Брег и Капла-на-Козяку.

## Известные уроженцы
- Макс Врабер, ботаник